# Carpha eminii
Carpha eminii är en halvgräsart som först beskrevs av Karl Moritz Schumann, och fick sitt nu gällande namn av Charles Baron Clarke. Carpha eminii ingår i släktet Carpha och familjen halvgräs. IUCN kategoriserar arten globalt som sårbar. Inga underarter finns listade i Catalogue of Life.